# Lucien De Brauwere
Lucien De Brauwere (10 de junho de 1951 – 17 de outubro de 2020) foi um ciclista de estrada belga. Representou seu país na prova de estrada individual nos Jogos Olímpicos de Verão de 1972. Ele terminou na quinquagésima nona posição.
Morreu em 17 de outubro de 2020, aos 69 anos.